# Associazione Sportiva Viterbese Castrense 2017-2018
Questa voce raccoglie le informazioni riguardanti l'A.S. Viterbese Castrense nelle competizioni ufficiali della stagione 2017-2018.

## Stagione
La stagione 2017-2018 è per la Viterbese Castrense la 14ª partecipazione alla terza serie del Campionato italiano di calcio.
I gialloblù hanno svolto il ritiro precampionato nel comune di Chianciano Terme.
Il 9 ottobre l'allenatore Valerio Bertotto viene esonerato e al suo posto viene chiamato Federico Nofri. A seguito dei risultati deludenti, il 13 novembre quest'ultimo viene esonerato lasciando spazio a Stefano Sottili. Il 26 marzo dopo la sconfitta interna con il Livorno (1-3), Sottili viene sostituito da Giuliano Giannichedda. Con 58 punti la Viterbese si piazza in quarta posizione, con diritto a disputare i Play-off. Il Livorno sale direttamente in Serie A con 68 punti. Nel primo turno dei Play-off la squadra gialloblù supera in gara secca (2-1) il Pontedera, nel secondo turno supera (2-1) la Carrarese. Nel doppio confronto dei quarti della fase nazionale incrocia il Sudtirol, pareggiando (2-2) al Rocchi e perdendo (2-0) a Bolzano. Con 8 reti in campionato il miglior marcatore laziale è stato il brasiliano Jefferson. Ottimo il percorso compiuto nella Coppa Italia di Serie C, dove la Viterbese vince il girone F di qualificazione, eliminando Olbia e Arzachena, nei sedicesimi supera (3-2) dopo i rigori il Teramo, negli ottavi supera (3-0) il Livorno, nei quarti supera (4-3) dopo i rigori la Paganese, nella doppia semifinale elimina il Cosenza, mentre nella doppia finale è superato dall'Alessandria che alza il trofeo.

## Divise e sponsor
Lo sponsor tecnico per la stagione 2017-18 è Legea, mentre lo sponsor ufficiale è ILCO.
| Casa | Trasferta | Terza divisa | 1ª portiere | 2ª portiere | 3ª portiere | 4ª portiere |

## Rosa
| N. |                    | Ruolo | Calciatore                       |
| -- | ------------------ | ----- | -------------------------------- |
| 1  | Italia (bandiera)  | P     | Antony Iannarilli                |
| 2  | Italia (bandiera)  | D     | Andrea Peverelli                 |
| 3  | Italia (bandiera)  | D     | Federico Pacciardi               |
| 4  | Italia (bandiera)  | C     | Diego Cenciarelli                |
| 5  | Italia (bandiera)  | D     | Daniele Celiento (vice capitano) |
| 6  | Italia (bandiera)  | D     | Michele Rinaldi                  |
| 6  | Albania (bandiera) | C     | Elvis Kabashi                    |
| 7  | Ghana (bandiera)   | A     | Ngissah Bismark                  |
| 8  | Italia (bandiera)  | C     | Gianluca Musacci                 |
| 9  | Italia (bandiera)  | A     | Claudio De Sousa                 |
| 9  | Italia (bandiera)  | A     | Andrea Razzitti                  |
| 10 | Uruguay (bandiera) | A     | Kevin Méndez                     |
| 11 | Belgio (bandiera)  | A     | Jari Vandeputte                  |
| 12 | Italia (bandiera)  | P     | Cesare Micheli                   |
| 13 | Italia (bandiera)  | D     | Simone Sini                      |
| 14 | Italia (bandiera)  | C     | Luca Baldassin                   |
| 15 | Senegal (bandiera) | D     | Hibrahime Mbaye                  |

| N. |                     | Ruolo | Calciatore                 |
| -- | ------------------- | ----- | -------------------------- |
| 16 | Italia (bandiera)   | C     | Matteo Gallo               |
| 17 | Italia (bandiera)   | A     | Giulio Bizzotto            |
| 17 | Italia (bandiera)   | A     | Loris Tortori              |
| 18 | Brasile (bandiera)  | A     | Jefferson                  |
| 19 | Albania (bandiera)  | C     | Federico Zenuni            |
| 20 | Italia (bandiera)   | D     | Mickael Varutti (capitano) |
| 21 | Senegal (bandiera)  | D     | Ansoumana Sanè             |
| 22 | Italia (bandiera)   | P     | Roberto Pini               |
| 23 | Italia (bandiera)   | D     | Riccardo Pandolfi          |
| 24 | Italia (bandiera)   | A     | Elio Calderini             |
| 24 | Italia (bandiera)   | A     | Ferdinando Sforzini        |
| 25 | Italia (bandiera)   | A     | Alessandro Di Paolantonio  |
| 26 | Bulgaria (bandiera) | D     | Živko Stanislavov Atanasov |
| 27 | Italia (bandiera)   | D     | Andrea De Vito             |
| 28 | Italia (bandiera)   | C     | Luca Checchin              |
| 29 | Italia (bandiera)   | C     | Alessio Benedetti          |
| 30 | Italia (bandiera)   | C     | Nicola Mosti               |

### Staff tecnico
- Stefano Sottili - Allenatore
- Claudio Damiani - Collaboratore tecnico
- Matteo Pantaleoni - Preparatore atletico
- Francesco Franzese - Preparatore portieri
- Francesco Filisomi, Leonardo Ercoli, Simone Di Serio - Fisioterapisti

## Calciomercato

### Sessione estiva(dal 1/7 al 31/8)
| Acquisti | Acquisti                  | Acquisti       | Acquisti   |
| R.       | Nome                      | da             | Modalità   |
| -------- | ------------------------- | -------------- | ---------- |
| D        | Gianluca Musacci          | Messina        | definitivo |
| D        | Hibrahime Mbaye           | Crotone        | prestito   |
| D        | Federico Sorbo            | Lumezzane      | definitivo |
| D        | Ansoumana Sanè            | Chievo         | prestito   |
| D        | Andrea Peverelli          | Como           | definitivo |
| D        | Simone Sini               | Virtus Entella | definitivo |
| D        | Živko Atanasov            | Juve Stabia    | definitivo |
| C        | Luca Baldassin            | Chievo         | prestito   |
| C        | Matteo Gallo              | Chievo         | prestito   |
| C        | Federico Zenuni           | Torino         | prestito   |
| C        | Alessandro Di Paolantonio | Ternana        | prestito   |
| C        | Elvis Kabashi             |                | svincolato |
| A        | Loris Tortori             | Venezia        | prestito   |
| A        | Jari Vandeputte           | Gent           | definitivo |
| A        | Kevin Méndez              | Roma           | prestito   |
| A        | Ngissah Bismark           | Chievo         | prestito   |
| A        | Andrea Razzitti           | Piacenza       | definitivo |

| Cessioni | Cessioni         | Cessioni       | Cessioni      |
| R.       | Nome             | a              | Modalità      |
| -------- | ---------------- | -------------- | ------------- |
| D        | Mirko Miceli     | Sambenedettese | definitivo    |
| D        | Andrea Paolelli  | Gubbio         | definitivo    |
| D        | Federico Sorbo   | Vibonese       | definitivo    |
| C        | Samuele Neglia   | Siena          | definitivo    |
| C        | Michel Cruciani  | Siena          | definitivo    |
| C        | Antonio Cardore  | Lucchese       | definitivo    |
| C        | Francesco Marano | Sicula Leonzio | definitivo    |
| A        | Ignazio Battista | Ternana        | fine prestito |
| A        | Luca Belcastro   | Imolese        | definitivo    |

### Sessione invernale(dal 3/1 al 31/1)
| Acquisti | Acquisti          | Acquisti     | Acquisti                         |
| R.       | Nome              | da           | Modalità                         |
| -------- | ----------------- | ------------ | -------------------------------- |
| D        | Andrea De Vito    | Siracusa     | definitivo                       |
| D        | Michele Rinaldi   | Arezzo       | definitivo                       |
| C        | Luca Checchin     | Verona       | prestito                         |
| C        | Alessio Benedetti | Catanzaro    | definitivo                       |
| A        | Claudio De Sousa  | Racing Fondi | prestito con diritto di riscatto |
| A        | Elio Calderini    | Foggia       | prestito                         |
| A        | Giulio Bizzotto   | Cittadella   | prestito                         |

| Cessioni | Cessioni        | Cessioni       | Cessioni      |
| R.       | Nome            | a              | Modalità      |
| -------- | --------------- | -------------- | ------------- |
| A        | Andrea Razzitti | Bassano Virtus | definitivo    |
| A        | Loris Tortori   | Venezia        | fine prestito |

## Risultati

### Serie C

#### Girone di andata
| Arbitro: | Gualtieri (Asti) |

|                                 |           |                 |
| Tortori 15’, 20’ Vandeputte 58’ | Marcatori | 45’ Ceccarellli |

| Arbitro: | Ricci (Firenze) |

|          |           |                                 |
| Vano 31’ | Marcatori | 23’ Baldassin 43’, 87’ Celiento |

| Arbitro: | Gariglio (Pinerolo) |

|                                                       |           |                                   |
| Jefferson 15’ (rig.), 27’ Cenciarelli 21’ Bismark 66’ | Marcatori | 60’ Biasci 71’ Piscopo 77’ Tavano |

| Arbitro: | Pasciuta (Agrigento) |

|                            |           |              |
| Masucci 11’ Di Quinzio 42’ | Marcatori | 66’ Razzitti |

| Arbitro: | Tullio (Bari) |

|                              |           |                                   |
| Cenciarelli 9’ Jefferson 54’ | Marcatori | 12’ Bardelloni 30’, 57’ Chiarello |

| Arbitro: | Guida (Salerno) |

|  |           |                                           |
|  | Marcatori | 22’ Atanasov 43’ Jefferson 64’ Vandeputte |

| Arbitro: | Cosso (Reggio Calabria) |

|                 |           |  |
| Cenciarelli 76’ | Marcatori |  |

| Arbitro: | Guarnieri (Empoli) |

|  |           |          |
|  | Marcatori | 81’ Cori |

| Arbitro: | Proietti (Terni) |

|  |           |              |
|  | Marcatori | 20’ Razzitti |

| Arbitro: | Santoro (Messina) |

|                      |           |                                        |
| Jefferson 75’ (rig.) | Marcatori | 3’ Marotta 43’ Guberti 80’ Campagnacci |

| Arbitro: | Perotti (Legnano) |

|                 |           |                     |
| Moscardelli 36’ | Marcatori | 77’ (rig.) Razzitti |

| Arbitro: | Robilotta (Sala Consilina) |

|                           |           |                         |
| Razzitti 46’ Celiento 76’ | Marcatori | 43’ De Vena 58’ M. Nolé |

| Arbitro: | Natilla (Molfetta) |

|                                  |           |  |
| Doumbia 41’ Luci 76’ Morelli 90’ | Marcatori |  |

| Arbitro: | Andreini (Forlì) |

|              |           |                |
| Razzitti 23’ | Marcatori | 83’ F. Ferrari |

| Arbitro: | Garofalo (Torre del Greco) |

|              |           |                                         |
| González 58’ | Marcatori | 7’ Bismark 27’ Celiento 50’ Cenciarelli |

| Arbitro: | Valiante (Salerno) |

|                                      |           |  |
| Sini 5’ Baldassin 74’ Vandeputte 79’ | Marcatori |  |

| Arbitro: | D'Apice (Arezzo) |

|                  |           |  |
| Vandeputte 45+3’ | Marcatori |  |

| Arbitro: | Gariglio (Pinerolo) |

|            |           |            |
| Grassi 32’ | Marcatori | 90’ Méndez |

#### Girone di ritorno
| Arbitro: | D'Ascanio (Ancona) |

|  |           |                                     |
|  | Marcatori | 20’ (rig.) Jefferson 35’ Vandeputte |

| Arbitro: | Acanfora (Castellammare di Stabia) |

|                |           |  |
| Vandeputte 77’ | Marcatori |  |

| Arbitro: | Massimi (Termoli) |

|  |           |               |
|  | Marcatori | 33’ Baldassin |

| Viterbo 28 gennaio 2018, ore 18:30 CET 23ª giornata | Viterbese Castrense | 0 – 0 referto | Pisa | Stadio Enrico Rocchi (2800 spett.)\| Arbitro: \| Ayroldi (Molfetta) \| |
| Arbitro:                                            | Ayroldi (Molfetta)  |               |      |                                                                        |

| Gorgonzola 4 febbraio 2018, ore 14:30 CET 24ª giornata | Giana Erminio  | 0 – 0 referto | Viterbese Castrense | Stadio comunale Città di Gorgonzola (544 spett.)\| Arbitro: \| Carella (Bari) \| |
| Arbitro:                                               | Carella (Bari) |               |                     |                                                                                  |

| Arbitro: | Curti (Milano) |

|                         |           |  |
| Rinaldi 6’ De Sousa 61’ | Marcatori |  |

| Arbitro: | Annaloro (Collegno) |

|                                                |           |              |
| Musetti 37’ Alessandro 49’ (rig.) La Vigna 83’ | Marcatori | 86’ Atanasov |

| Monza 25 febbraio 2018, ore 14:30 CET 27ª giornata | Monza            | 0 – 0 referto | Viterbese Castrense | Stadio Brianteo (1040 spett.)\| Arbitro: \| Paterna (Teramo) \| |
| Arbitro:                                           | Paterna (Teramo) |               |                     |                                                                 |

| Arbitro: | Natilla (Molfetta) |

|               |           |                            |
| Calderini 17’ | Marcatori | 21’ Castellana 34’ Pesenti |

| Arbitro: | Perotti (Legnano) |

|              |           |  |
| Vassallo 17’ | Marcatori |  |

| Arbitro: | Vigile (Cosenza) |

|                           |           |  |
| Jefferson 51’, 53’ (rig.) | Marcatori |  |

| Arbitro: | Nicoletti (Catanzaro) |

|              |           |               |
| Arrigoni 28’ | Marcatori | 35’ Baldassin |

| Arbitro: | Dionisi (L'Aquila) |

|             |           |                                        |
| Bismark 51’ | Marcatori | 14’, 24’ Murilo 37’ (rig.) Vantaggiato |

| Pistoia 29 marzo 2018, ore 18:30 CEST 33ª giornata | Pistoiese                      | 0 – 0 referto | Viterbese Castrense | Stadio Marcello Melani (700 spett.)\| Arbitro: \| Lorenzin (Castelfranco Veneto) \| |
| Arbitro:                                           | Lorenzin (Castelfranco Veneto) |               |                     |                                                                                     |

| Arbitro: | Marcenaro (Genova) |

|                        |           |           |
| Calderini 45+2’ (rig.) | Marcatori | 64’ Sestu |

| Arbitro: | Zingarelli (Siena) |

|             |           |  |
| Schiavi 55’ | Marcatori |  |

| Arbitro: | De Santis (Lecce) |

|  |           |                 |
|  | Marcatori | 14’ Cenciarelli |

| Arbitro: | D'Ascanio (Ancona) |

|              |           |  |
| Celiento 21’ | Marcatori |  |

### Play-off
| Arbitro: | Valiante (Salerno) |

|                              |           |                   |
| Vandeputte 29’ Baldassin 39’ | Marcatori | 67’ (rig.) Grassi |

| Arbitro: | Sozza (Seregno) |

|                            |           |            |
| Jefferson 3’ Baldassin 51’ | Marcatori | 57’ Murolo |

| Arbitro: | Zanonato (Vicenza) |

|          |           |  |
| Sini 35’ | Marcatori |  |

| Arbitro: | Massimi (Termoli) |

|                             |           |                                           |
| Negro 9’ Mannini 65’ (rig.) | Marcatori | 32’ Baldassin 49’ Rinaldi 57’ Cenciarelli |

| Arbitro: | Prontera (Bologna) |

|                               |           |                     |
| Tait 35’ (aut.) Jefferson 90’ | Marcatori | 59’, 73’ Costantino |

| Arbitro: | Valiante (Salerno) |

|                                 |           |  |
| Costantino 48’ Candellone 90+6’ | Marcatori |  |

### Coppa Italia Serie C

#### Fase eliminatoria a gironi

##### Girone F
| Squadra             | P.ti | G | V | N | P | GF | GS | DR |
| ------------------- | ---- | - | - | - | - | -- | -- | -- |
| Viterbese Castrense | 4    | 2 | 1 | 1 | 0 | 5  | 2  | +3 |
| Olbia               | 4    | 2 | 1 | 1 | 0 | 4  | 3  | +1 |
| Arzachena           | 0    | 2 | 0 | 0 | 2 | 1  | 5  | -4 |

#### Girone F
| Arbitro: | Colombo (Como) |

|  |           |                                                 |
|  | Marcatori | 24’ (rig.) Vandeputte 45+2’ Bismark 77’ Tortori |

| Arbitro: | Provesi (Treviglio) |

|                              |           |                              |
| Razzitti 34’ Cenciarelli 80’ | Marcatori | 75’ (rig.) Ragatzu 90’ Feola |

#### Fase a eliminazione diretta
| Arbitro: | Di Cairano (Ariano Irpino) |

|                                         |                      |                                                      |
| Musacci Tortori Sini Vandeputte Kabashi | Tiri di rigore 3 – 2 | Bacio Terracino Varas Paolucci Pietrantonio Faggioli |

| Arbitro: | De Santis (Lecce) |

|                                              |           |  |
| Jefferson 35’ Sané 67’ Vandeputte 71’ (rig.) | Marcatori |  |

| Arbitro: | Zufferli (Udine) |

|                                          |                      |                                           |
| Sini 14’                                 | Marcatori            | 90+4’ Cuppone                             |
| Méndez Vandeputte Sini Benedetti Bismark | Tiri di rigore 4 – 3 | Cuppone Ngamba Bensaja Cesaretti Maiorano |

| Arbitro: | Proietti (Terni) |

|                                                     |           |              |
| Pascali 6’ (aut.) Jefferson 33’ De Sousa 88’ (rig.) | Marcatori | 42’ Bruccini |

| Arbitro: | Prontera (Bologna) |

|                      |           |               |
| Tutino 31’ Perez 89’ | Marcatori | 83’ Calderini |

| Arbitro: | Amabile (Vicenza) |

|  |           |             |
|  | Marcatori | 40’ Marconi |

| Arbitro: | Volpi (Arezzo) |

|                              |           |                    |
| Marconi 57’ (rig.), 61’, 80’ | Marcatori | 12’ Di Paolantonio |

## Statistiche

### Statistiche di squadra
| Competizione         | Punti | In casa | In casa | In casa | In casa | In casa | In casa | In trasferta | In trasferta | In trasferta | In trasferta | In trasferta | In trasferta | Totale | Totale | Totale | Totale | Totale | Totale | DR  |
| Competizione         | Punti | G       | V       | N       | P       | Gf      | Gs      | G            | V            | N            | P            | Gf           | Gs           | G      | V      | N      | P      | Gf     | Gs     | DR  |
| -------------------- | ----- | ------- | ------- | ------- | ------- | ------- | ------- | ------------ | ------------ | ------------ | ------------ | ------------ | ------------ | ------ | ------ | ------ | ------ | ------ | ------ | --- |
| Serie C              | 58    | 18      | 9       | 4       | 5       | 27      | 20      | 18           | 7            | 6            | 5            | 19           | 15           | 36     | 16     | 10     | 10     | 46     | 35     | +11 |
| Play-off             | -     | 4       | 3       | 1       | 0       | 7       | 4       | 2            | 1            | 0            | 1            | 3            | 4            | 6      | 4      | 1      | 1      | 10     | 8      | +2  |
| Coppa Italia Serie C | 4     | 6       | 2       | 3       | 1       | 9       | 5       | 3            | 1            | 0            | 2            | 5            | 5            | 9      | 3      | 3      | 3      | 14     | 10     | +4  |
| Totale               | 62    | 28      | 14      | 8       | 6       | 43      | 29      | 23           | 9            | 6            | 8            | 27           | 24           | 51     | 23     | 14     | 14     | 70     | 53     | +17 |

### Andamento in campionato
| Giornata  | 1 | 2 | 3 | 4 | 5 | 6 | 7 | 8 | 9 | 10 | 11 | 12 | 13 | 14 | 15 | 16 | 17 | 18 | 19 | 20 | 21 | 22 | 23 | 24 | 25 | 26 | 27 | 28 | 29 | 30 | 31 | 32 | 33 | 34 | 35 | 36 | 37 | 38 |
| --------- | - | - | - | - | - | - | - | - | - | -- | -- | -- | -- | -- | -- | -- | -- | -- | -- | -- | -- | -- | -- | -- | -- | -- | -- | -- | -- | -- | -- | -- | -- | -- | -- | -- | -- | -- |
| Luogo     | C | T | C | T | C | T | C | C | T | C  | T  | C  | T  | C  | T  | C  | -  | C  | T  | T  | C  | T  | C  | T  | C  | T  | T  | C  | T  | C  | T  | C  | T  | C  | T  | -  | T  | C  |
| Risultato | V | V | V | P | P | V | V | P | V | P  | N  | N  | P  | N  | V  | V  | -  | V  | N  | V  | V  | V  | N  | N  | V  | P  | N  | P  | P  | V  | N  | P  | N  | N  | P  | -  | V  | V  |
| Posizione | 1 | 1 | 1 | 3 | 4 | 4 | 2 | 3 | 3 | 5  | 5  | 5  | 5  | 5  | 4  | 4  | 4  | 4  | 4  | 4  | 3  | 3  | 3  | 4  | 3  | 4  | 4  | 4  | 4  | 3  | 4  | 4  | 4  | 4  | 5  | 6  | 4  | 5  |

Legenda:

Luogo: C = Casa; T = Trasferta. Risultato: V = Vittoria; N = Pareggio; P = Sconfitta.
- = Turno di riposo.

### Statistiche dei giocatori
Sono in corsivo i calciatori che hanno lasciato la società a stagione in corso.
| Giocatore         | Serie C + play-off | Serie C + play-off | Serie C + play-off | Serie C + play-off | Coppa Italia Serie C | Coppa Italia Serie C | Coppa Italia Serie C | Coppa Italia Serie C | Totale   | Totale | Totale      | Totale     |
| Giocatore         | Presenze           | Reti               | Ammonizioni        | Espulsioni         | Presenze             | Reti                 | Ammonizioni          | Espulsioni           | Presenze | Reti   | Ammonizioni | Espulsioni |
| ----------------- | ------------------ | ------------------ | ------------------ | ------------------ | -------------------- | -------------------- | -------------------- | -------------------- | -------- | ------ | ----------- | ---------- |
| Ž. Atanasov       | 19+2               | 2                  | 2+1                | 0                  | 2                    | 0                    | 1                    | 0                    | 23       | 2      | 4           | 0          |
| L. Baldassin      | 34+6               | 4+2                | 7+1                | 0                  | 7                    | 0                    | 2                    | 0                    | 47       | 6      | 10          | 0          |
| A. Benedetti      | 11+4               | 0                  | 5                  | 0                  | 5                    | 0                    | 0                    | 0                    | 20       | 0      | 5           | 0          |
| N. Bismark        | 31+2               | 3                  | 3+1                | 0                  | 8                    | 1                    | 2                    | 0                    | 41       | 4      | 6           | 0          |
| G. Bizzotto       | 5                  | 0                  | 0                  | 0                  | 1                    | 0                    | 0                    | 0                    | 6        | 0      | 0           | 0          |
| E. Calderini      | 14+6               | 2                  | 2                  | 0                  | 4                    | 1                    | 2                    | 0                    | 24       | 3      | 4           | 0          |
| D. Celiento       | 32+6               | 5                  | 7+1                | 0                  | 6                    | 0                    | 1                    | 0                    | 44       | 5      | 9           | 0          |
| D. Cenciarelli    | 33+6               | 5+1                | 2                  | 0                  | 5                    | 1                    | 1                    | 0                    | 44       | 7      | 3           | 0          |
| L. Checchin       | 4                  | 0                  | 0                  | 0                  | 1                    | 0                    | 0                    | 0                    | 5        | 0      | 0           | 0          |
| C. De Sousa       | 11+4               | 1                  | 0                  | 0                  | 5                    | 1                    | 1                    | 0                    | 20       | 2      | 1           | 0          |
| A. De Vito        | 9+6                | 0                  | 3+1                | 1                  | 2                    | 0                    | 0                    | 0                    | 17       | 0      | 4           | 1          |
| A. Di Paolantonio | 26+6               | 0+1                | 1                  | 0                  | 6                    | 1                    | 0                    | 0                    | 38       | 2      | 1           | 0          |
| A. Iannarilli     | 36+6               | -35+-8             | 2+1                | 0                  | 3                    | -4                   | 0                    | 0                    | 45       | -47    | 3           | 0          |
| Jefferson         | 20+5               | 8+2                | 5+2                | 0                  | 4                    | 2                    | 0                    | 0                    | 29       | 12     | 7           | 0          |
| E. Kabashi        | 9                  | 0                  | 1                  | 1                  | 1                    | 0                    | 1                    | 0                    | 10       | 0      | 2           | 1          |
| I. Mbaye          | 1                  | 0                  | 0                  | 0                  | 2                    | 0                    | 0                    | 0                    | 3        | 0      | 0           | 0          |
| K. Méndez         | 24+1               | 1                  | 2                  | 0                  | 5                    | 0                    | 0                    | 0                    | 30       | 1      | 2           | 0          |
| C. Micheli        | 0                  | -0                 | 0                  | 0                  | 0                    | -0                   | 0                    | 0                    | 0        | -0     | 0           | 0          |
| N. Mosti          | 7+2                | 0                  | 1                  | 0                  | 1                    | 0                    | 0                    | 0                    | 10       | 0      | 1           | 0          |
| G. Musacci        | 13                 | 0                  | 2                  | 0                  | 4                    | 0                    | 1                    | 0                    | 17       | 0      | 3           | 0          |
| F. Pacciardi      | 10                 | 0                  | 1                  | 0                  | 2                    | 0                    | 1                    | 0                    | 12       | 0      | 2           | 0          |
| R. Pandolfi       | 4                  | 0                  | 0                  | 0                  | 2                    | 0                    | 0                    | 0                    | 6        | 0      | 0           | 0          |
| A. Peverelli      | 27+6               | 0                  | 5                  | 0                  | 6                    | 0                    | 1                    | 0                    | 39       | 0      | 6           | 0          |
| R. Pini           | 0                  | -0                 | 0                  | 0                  | 6                    | -6                   | 2                    | 0                    | 6        | -6     | 2           | 0          |
| A. Razzitti       | 16                 | 5                  | 7                  | 1                  | 2                    | 1                    | 0                    | 0                    | 18       | 6      | 7           | 1          |
| M. Rinaldi        | 13+5               | 1+1                | 4+2                | 0                  | 5                    | 0                    | 0                    | 0                    | 23       | 2      | 6           | 0          |
| A. Sanè           | 19+1               | 0                  | 3                  | 1                  | 8                    | 1                    | 2                    | 0                    | 28       | 1      | 5           | 1          |
| S. Sini           | 35+6               | 1+1                | 3                  | 0                  | 7                    | 1                    | 0                    | 0                    | 48       | 3      | 3           | 0          |
| L. Tortori        | 17                 | 2                  | 2                  | 1                  | 4                    | 1                    | 0                    | 0                    | 21       | 3      | 2           | 1          |
| J. Vandeputte     | 35+6               | 6+1                | 1                  | 0                  | 7                    | 2                    | 0                    | 0                    | 48       | 9      | 1           | 0          |
| M. Varutti        | 12                 | 0                  | 4                  | 0                  | 1                    | 0                    | 0                    | 0                    | 13       | 0      | 4           | 0          |
| F. Zenuni         | 17+3               | 0                  | 0                  | 0                  | 4                    | 0                    | 1                    | 0                    | 24       | 0      | 1           | 0          |